# Parlamentsgebäude (Tokio)
Das Kokkai-gijidō (jap. 国会議事堂) ist das nationale Parlamentsgebäude Japans und steht im Bezirk Chiyoda im zentralen Tokioter Stadtteil Nagatachō. Es beherbergt die Plenarsäle beider Kammern des nationalen Parlaments, also des Shūgiin und des Sangiin. Errichtet wurde es 1936 als Teikoku-gikai-gijidō (帝国議会議事堂, zeitgenössische Schreibung 帝國議會議事堂; dt. Reichstagsgebäude). Vorher hatte der Reichstag in verschiedenen provisorischen Gebäuden getagt. Zum Zeitpunkt seiner Fertigstellung war das Parlamentsgebäude mit 65 m auch das höchste Gebäude Japans, bis es 1964 durch das „Hotel New Ōtani“ abgelöst wurde.

## Geschichte

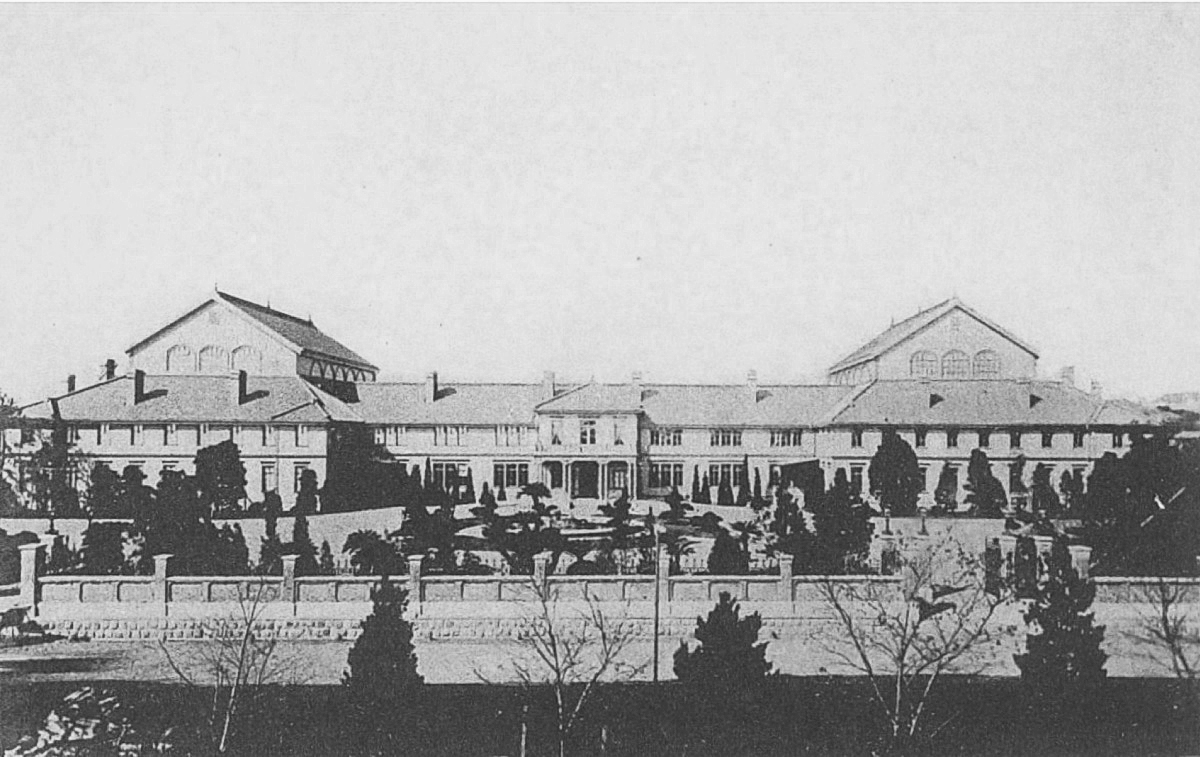
Das erste provisorische Reichstagsgebäude (1890)

Nachdem die Meiji-Oligarchie 1881 die Schaffung eines Parlaments versprochen hatte, entstanden Mitte der 1880er Jahre erste Pläne für ein Reichstagsgebäude. Die aus dem Deutschen Reich eingeladenen Architekten Hermann Ende und Wilhelm Böckmann, die auch andere Regierungsgebäude entwarfen, legten Pläne für ein Parlamentsgebäude vor. 1887 beschloss das Kabinett den Standort des Gebäudes in Nagatachō 1-chōme im damaligen Stadtbezirk Kōjimachi. Allerdings verwarf die Regierung die zu teuren Pläne für ein konzentriertes Regierungsviertel, der Bau eines großen Reichstagsgebäudes wurde vertagt. Südöstlich im damaligen Uchisaiwaichō (heute Kasumigaseki) wurde ein erstes provisorisches Parlamentsgebäude errichtet, in dem der erste Reichstag im November 1890 zusammenkam. Der Holzbau brannte, mutmaßlich in Folge eines Kurzschlusses, am 20. Januar 1891 ab. Das Shūgiin tagte daraufhin in der Tōkyō Jogakkan (東京女学館 „Frauenschule Tokio“), das Kizokuin zog zunächst in das ehemalige Rokumeikan, das seit 1890 als Kazoku Kaikan, eine Art Sekretariat für den Erbadel, diente, sich aber als zu klein erwies, dann in das Imperial Hotel.

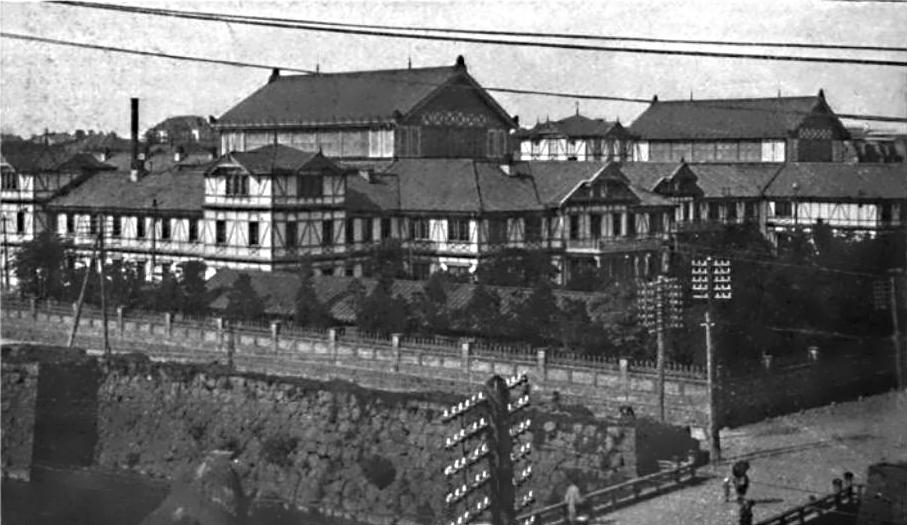
Das zweite provisorische Reichstagsgebäude (1905)

Im Oktober 1891 wurde ein zweites provisorisches Reichstagsgebäude fertiggestellt, das äußerlich in der Grundstruktur dem ersten glich, aber einige Verbesserungen unter anderem beim Brandschutz und der Akustik aufwies. Am 18. September 1925 entstand bei Wartungsarbeiten ein Feuer, der hölzerne Reichstag brannte zum zweiten Mal ab. Während des Ersten Japanisch-Chinesischen Krieges wurde der Reichstag im Herbst 1894 für die 7. Sitzungsperiode in Hiroshima einberufen, wo auch das gemeinsame Hauptquartier von Heer und Marine für den Kriegsfall eingerichtet worden war. Dort wurde im Oktober 1894 ein ebenfalls hölzernes, außerordentliches provisorisches Parlamentsgebäude errichtet.

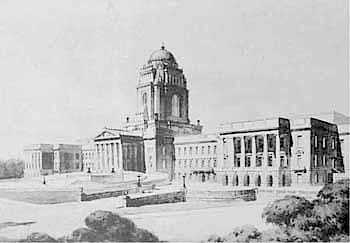
Der Wettbewerbsentwurf von Watanabe Fukuzō, der den mit 10.000 Yen dotierten 1. Preis der zweiten Wettbewerbsphase gewann.

Im Dezember 1925 war das dritte hölzerne Provisorium fertig, der Bau wurde forciert und war binnen 80 Tagen vollendet worden. Dort tagte der Reichstag bis zur Vollendung des heutigen Gebäudes. Die Planungen dafür waren bereits einige Jahre zuvor wieder aufgenommen worden: 1918 hatte das Finanzministerium eine eigene Abteilung für den Bau eingerichtet und legte die wesentlichen Anforderungen fest. Der Bau sollte 3-stöckig sein, eine Fläche von 3.600 Tsubo aufweisen, die Fassade nach Osten ausgerichtet sein, und für den Bau sollte im Wesentlichen im Inland produziertes Material eingesetzt werden. Im linken Flügel sollte das Kizokuin, im rechten Flügel das Shūgiin untergebracht werden. Der Baustil wurde nicht vorgegeben, aber ein „dem Parlament angemessenes, majestätisches Aussehen“ (「議院トシテ相当ノ偉容」 Giin to shite sōtō no iyō) haben. Außerdem wurde eine grobe Raumeinteilung vorgegeben. Mit diesen Vorgaben wurde ein öffentlicher Wettbewerb für die äußere Gestaltung ausgeschrieben, der in zwei Phasen im Februar und September 1919 entschieden wurde. Die prämierten Entwürfe wurden aber nur als Orientierung verwendet, die endgültige Planung wurde von der neuen Abteilung im Finanzministerium durchgeführt. Basierend auf dem gewinnenden Entwurf von Watanabe Fukuzō (渡辺 福三), der Ähnlichkeiten mit dem Ende-Böckmann-Entwurf aufweist, entschied sich die Abteilung für eine neutralere Ausführung ohne die von Watanabe vorgeschlagene Kuppel, welche durch ein Pyramidendach ersetzt wurde. Der Spatenstich erfolgte am 30. Januar 1920 unter der Anwesenheit von Premierminister Hara Takashi. Die Einweihung musste wegen des Putschversuchs vom 26. Februar 1936 verschoben werden und erfolgte schließlich am 7. November 1936 mit rund 2800 geladenen Gästen wie etwa Premierminister Hirota Kōki oder Kizokuin-Präsident Konoe Fumimaro. Erst 2008 und 2009 fanden erstmals seit der Fertigstellung umfassende Renovierungsarbeiten statt, bei der u. a. die Außenfassade neu gestrichen wurde.

## Architektur

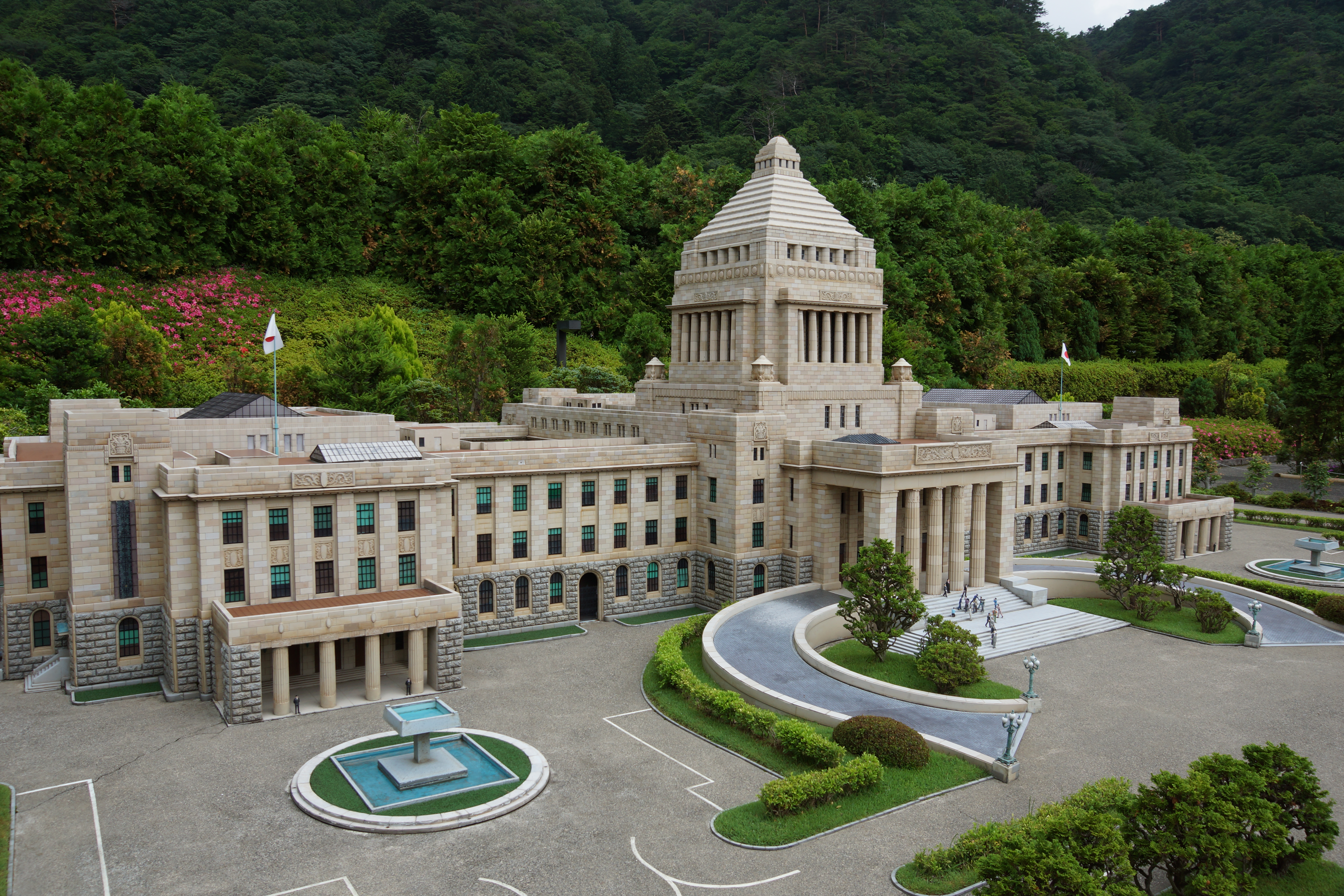
Ein Modell des Parlamentsgebäudes

Den Haupttrakt des Gebäudekomplexes bildet die Eingangshalle mit dem Mittelturm sowie der kaiserliche Ruheraum (御休所 Gokyūshō). Daneben stehen zu beiden Seiten zwei parallel zum Haupttrakt verlaufende Seitenflügel, wobei der rechte ausschließlich dem Oberhaus zur Verfügung steht, während sich im linken das Unterhaus befindet. Die Seitenflügel sind mit je zwei Korridoren mit dem Haupttrakt verbunden.

### Eingangshalle

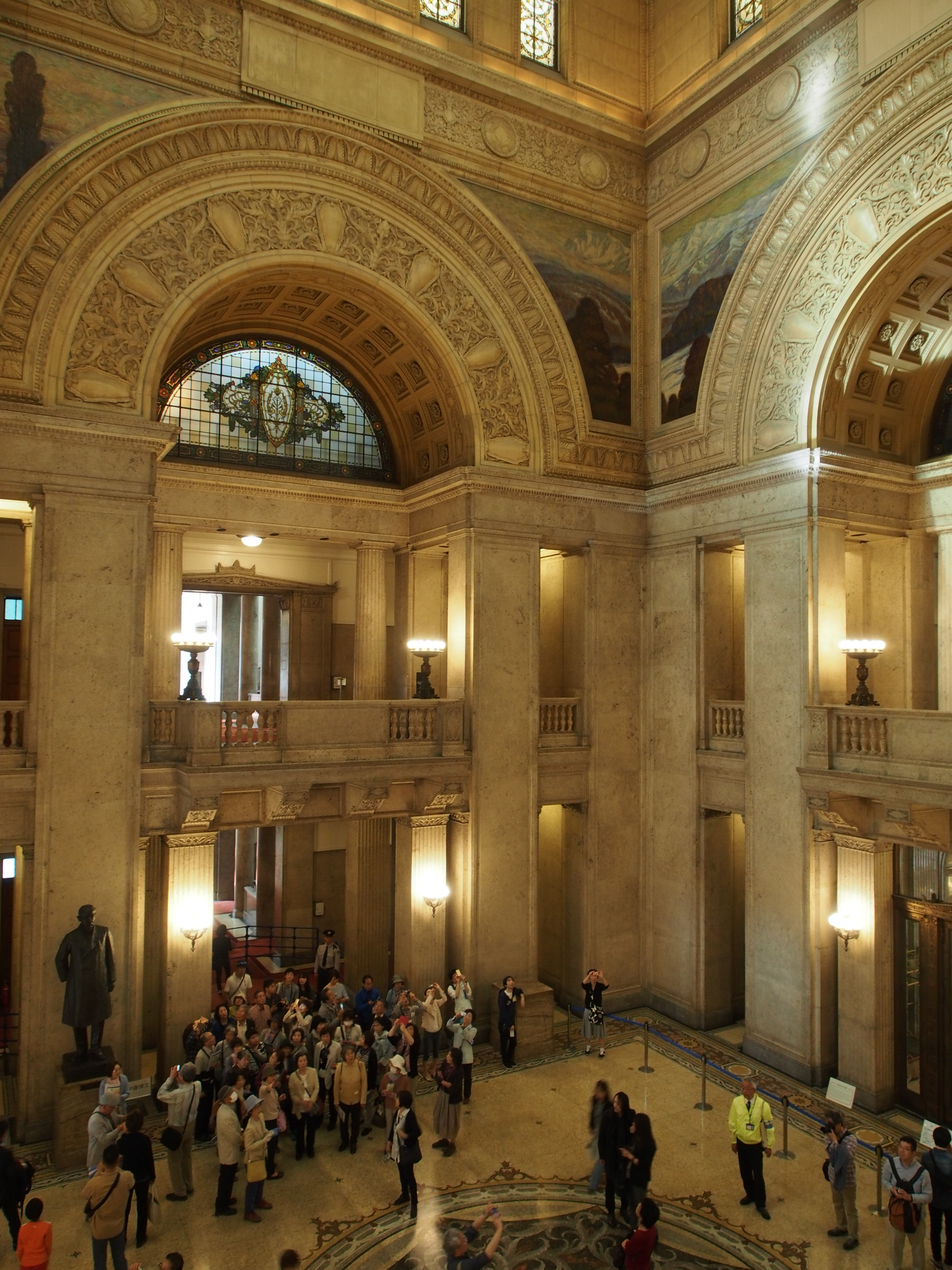
Die Eingangshalle vom ersten Stock aus gesehen

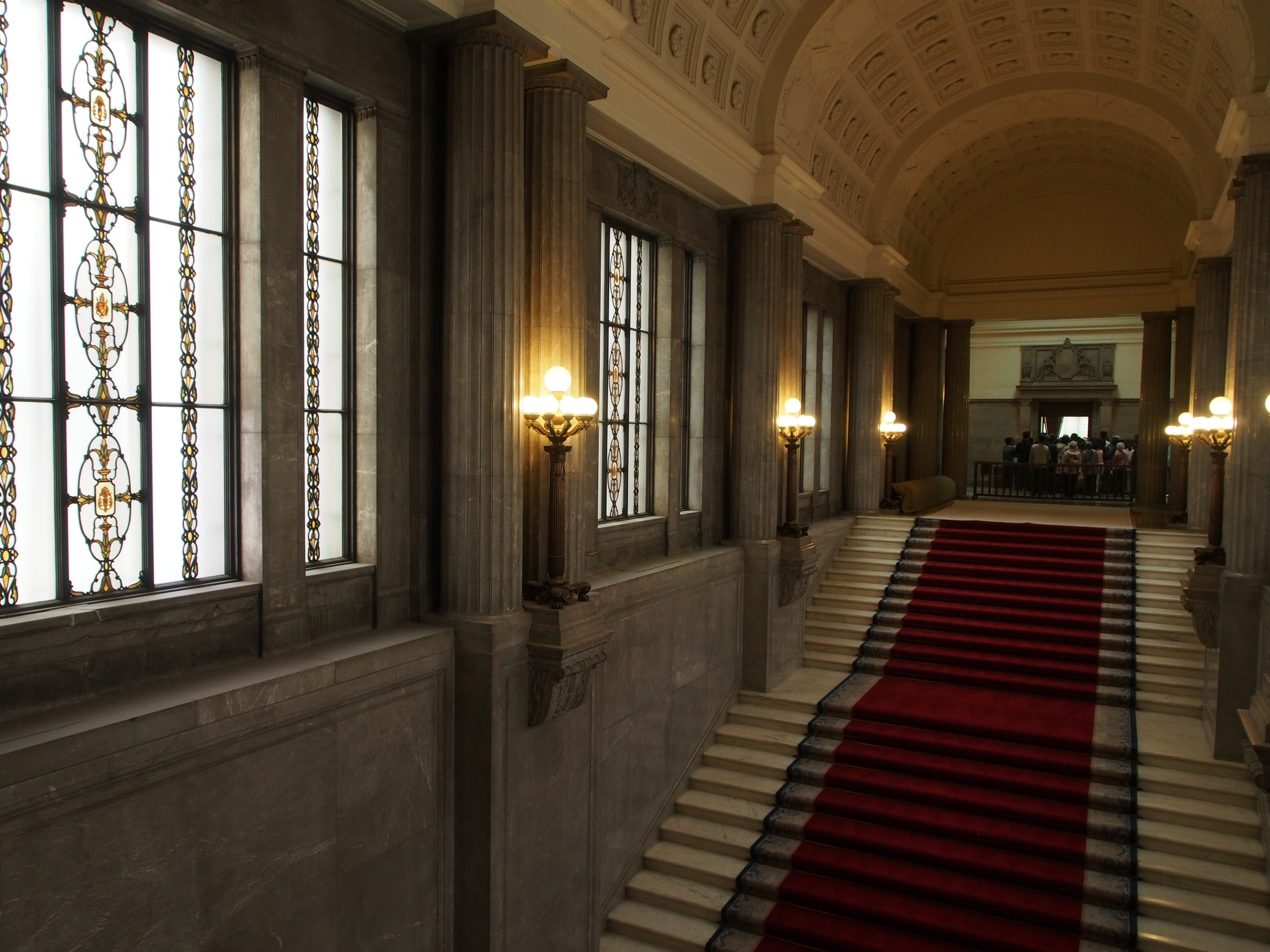
Die von der Eingangshalle bis zum Gokyūshō führende Haupttreppe

Die Eingangshalle liegt unter dem Mittelturm und ist 32,62 m hoch. Sie ist sowohl durch die Korridore von den Seitenflügeln aus als auch durch die 3,94 m hohe und 1,3 t schwere von der Universität der Künste Tokio entworfene Haupteingangstür zu erreichen. Diese wird jedoch nur zu besonderen Anlässen genutzt, z. B. bei der ersten Parlamentssitzung nach einer Wahl zum Ober- oder Unterhaus oder wenn der Kaiser oder andere Staatsoberhäupter das Gebäude betreten. Aus diesem Grund wird sie auch „Tür, die sich nicht öffnet“ (あかずの扉 Akazu no tobira) genannt.
Zudem ist die Halle bekannt für ihre Statuen der Väter der Meiji-Verfassung Itagaki Taisuke, Ōkuma Shigenobu und Itō Hirobumi, die jeweils in den Ecken der Halle aufgestellt sind. In der vierten Ecke befindet sich ein leerer Sockel, über dessen Bedeutung mehrere Theorien bestehen. Beispielsweise wird angenommen, dass man sich nicht auf eine Persönlichkeit einigen konnte oder, dass man die immerwährende Unvollständigkeit der Politik symbolisieren wollte. Andere behaupten, man habe Politiker zum Übertrumpfen der drei dargestellten Personen bewegen wollen oder man wollte verhindern, dass die Statue mit dem Rücken zum Kaiserpalast steht.
Die Decke besteht aus Glasmalereien und die vier Jahreszeiten werden jeweils an einer Wand durch Ölgemälde dargestellt. Die Yoshino-Berge symbolisieren den Frühling, der Towada-See den Sommer, der Nikkō-Nationalpark den Herbst und die Japanischen Alpen den Winter. Die Gemälde wurden nicht von berühmten Künstlern, sondern von Kunststudenten angefertigt. Darüber hinaus gibt es in der Halle die vom zweiten bis zum Gokyūshō im sechsten Stockwerk reichende Haupttreppe.

### Mittelturm
Der 65,45 m hohe Mittelturm war zum Zeitpunkt seiner Fertigstellung um knapp fünf Meter höher als die Mitsukoshi-Hauptfiliale und war damit das höchste Gebäude Japans. Im Pyramidendach befindet sich eine Halle, von der aus eine Wendeltreppe zu einer 7 m² großen Aussichtsplattform auf der obersten Etage des Turms führt, die früher eine weite Sicht auf Tokio ermöglicht haben soll. Heute ist weder die Halle noch die Aussichtsplattform für Abgeordnete oder Besucher zugänglich.
Im vierten Stockwerk befindet sich eine Zweigstelle der Nationalen Parlamentsbibliothek, die von jedem Abgeordneten genutzt werden kann. In dieser Etage gibt es keine Toilette, da diese höher als die des Kaisers liegen würde.

### Kaiserlicher Ruheraum
Der Gokyūshō wurde gebaut, um dem Kaiser bei seinen Besuchen im Parlament eine Möglichkeit zum Ausruhen zu geben. Er befindet sich am Ende der Haupttreppe und ist damit von der Eingangshalle aus zu erreichen. Der Tisch des Kaisers wurde L-förmig konzipiert, um dem Kaiser eine Ablagefläche für seinen Hut bereitzustellen. Dies ist auch darauf zurückzuführen, dass der Kaiser im Kaiserreich der Oberbefehlshaber der Streitkräfte war und damit bei offiziellen Anlässen eine Uniform mit Hut trug. Im Ruheraum finden zudem Gespräche zwischen den Präsidenten und Vizepräsidenten der beiden Kammern und dem Kaiser statt.
Rund zehn Prozent der Baukosten des Parlamentsgebäudes wurden für den Ruheraum ausgegeben, dessen Baumaterialien und Dekorationen von handwerklich höchster Qualität sind und die sich deutlich von denen anderer Räumen unterscheiden. So ist der Innenraum z. B. aus mit japanischer Lackkunst versehenem Zypressen-Holz gefertigt, während die Außenfassade aus einem speziellen Stein aus Anan (不如帰 Fujoki) besteht. Zum Zeitpunkt der Fertigstellung soll von diesem Raum aus der Fuji zu sehen gewesen sein.

### Plenarsäle

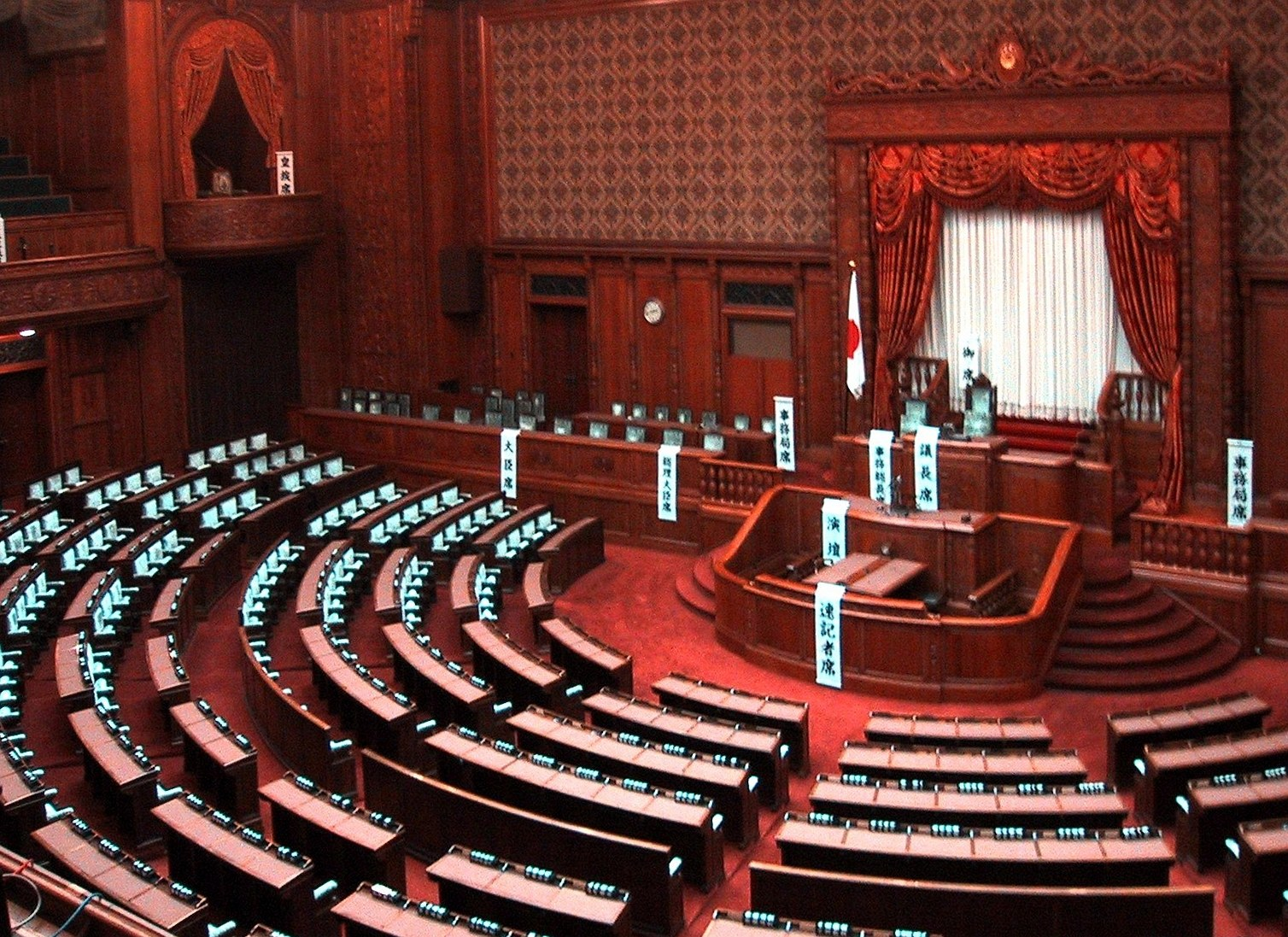
Der Plenarsaal des Oberhauses …

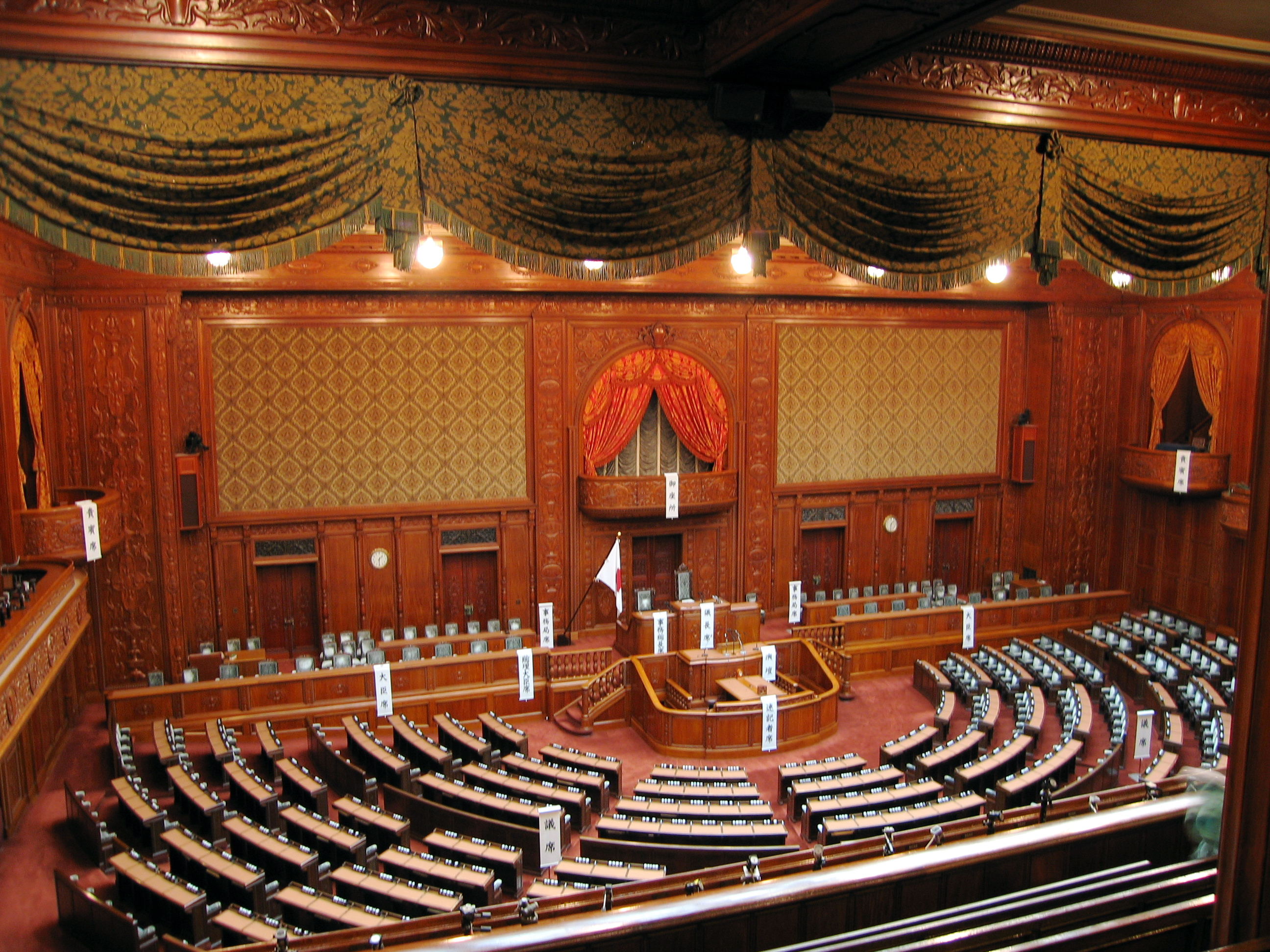
… und des Unterhauses

Die beiden Plenarsäle sind in den zur jeweiligen Kammer gehörenden Seitenflügeln untergebracht und erstrecken sich von der zweiten bis zur dritten Etage. Die Decken bestehen aus bemaltem Glas und lassen Sonnenlicht durch, weshalb die Deckenleuchten tagsüber nur bei Plenarsitzungen verwendet werden. Nach westlichen Vorbildern ist die Sitzordnung halbkreisförmig angelegt.
Das Präsidium sitzt mittig hinter dem Rednerpult und unterhalb davon befinden sich die Stenografen. Neben dem Präsidium erstrecken sich zu beiden Seiten hin zwei Sitzreihen, wobei die vordere Reihe für Kabinettsmitglieder und die hintere für Verwaltungspersonal reserviert ist. Der Premierminister sitzt dabei immer am nächsten zum Präsidenten der Kammer.
Die Sitzverteilung wird am Anfang jeder Sitzungsperiode vom Präsidenten bestimmt und kann auch während einer Sitzungsperiode von diesem geändert werden. Dabei ist es im Unterhaus üblich, die Fraktionen der Größe nach aus der Sicht des Präsidiums aus von rechts nach links zu positionieren. Im Gegensatz dazu sitzen die größten Fraktionen im Oberhaus in der Mitte und die kleineren am Rand. Innerhalb der Fraktionen werden Abgeordnete, die bisher die wenigsten Male (wieder-)gewählt wurden, nach vorne gesetzt, sodass sie bei einem weiteren Einzug in das Parlament wahrscheinlich weiter nach hinten rücken. Jeder Sitz verfügt über eine Nummerierung und ein Namensschild, das bei Anwesenheit des Abgeordneten aufgestellt wird.
Gemäß der Tradition aus Zeiten des Reichstags, den Kaiser bei der Eröffnung einer Sitzungsperiode in das Oberhaus einzuladen, besucht dieser auch heute noch zum Beginn jeder Periode das Oberhaus und hält eine Eröffnungsrede von seinem Thron aus. Dieser befindet sich auf einer Erhöhung hinter dem Präsidium, weshalb der Sitz des Präsidenten beim Besuch des Kaisers entfernt wird.
Der Plenarsaal des Oberhauses verfügt über 460 Sitze, obwohl das Oberhaus lediglich 242 Abgeordnete hat. Dieser Umstand hängt damit zusammen, dass bei der Eröffnungszeremonie auch die Abgeordneten des Unterhauses im Saal des Oberhauses sitzen, wobei immer noch nicht genügend Sitze für alle 475 Unterhausabgeordnete verfügbar sind, weshalb einige von ihnen stehend in den Gängen und anderen leeren Bereichen des Saals an der Zeremonie teilnehmen.

### Konferenzräume

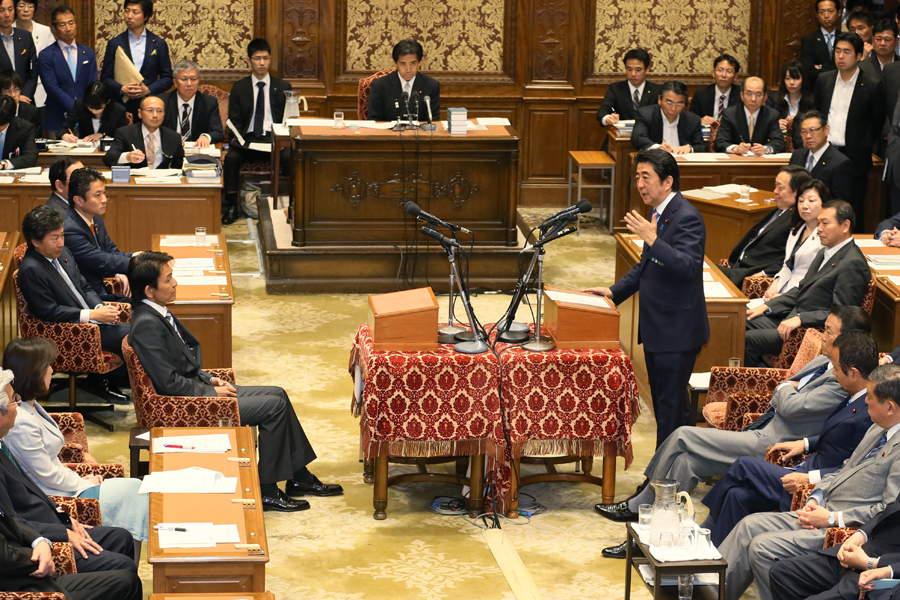
Premierminister Shinzō Abe (rechts) beantwortet im Konferenzraum 1 eine Frage der Opposition

Im Parlamentsgebäude befinden sich mehrere Konferenzräume für die Ausschüsse der Kammern (委員室 iin-shitsu beim Shūgiin, 委員会室 iinkai-shitsu beim Sangiin). Am bekanntesten ist Konferenzraum 1, da hier der Haushaltsausschuss sowie verschiedene Sonderausschüsse zusammenkommen und Debatten zwischen den im Parlament vertretenden Parteien stattfinden. Auch werden hier Zeugen, meist unter Eid, zu aktuellen Themen befragt.
Die nummerierten Räume, die von Fraktionen beider Kammern genutzt werden, heißen hikae-shitsu (控[え]室, wörtlich „Wartezimmer“ oder allgemeiner „Vorraum“). Historisch gab es nicht parteigebundene Fraktionen, die sich nur mit der Nummer des Sitzungssaals benannten.

### Besuchertribünen
In beiden Sälen befinden sich mehrere Besuchertribünen, die vom dritten Stock des jeweiligen Seitenflügels aus erreicht werden können. Jede Tribüne ist für eine bestimmte Art von Besuchern vorgesehen, so gibt es Tribünen für Diplomaten, Abgeordnete der jeweils anderen Kammer, Regierungsbeamte, die allgemeine Öffentlichkeit und Journalisten. Im Oberhaus gibt es zusätzlich Tribünen für Mitglieder des Kaiserhauses. Die Tribünen für die allgemeine Öffentlichkeit sind in erster Linie für geladene Gäste von Abgeordneten vorgesehen, wobei die restlichen Sitzplätze auch an Besucher ohne direkte Verbindung zu den Abgeordneten vergeben werden.

## Zugehörige Einrichtungen

### Vorgärten

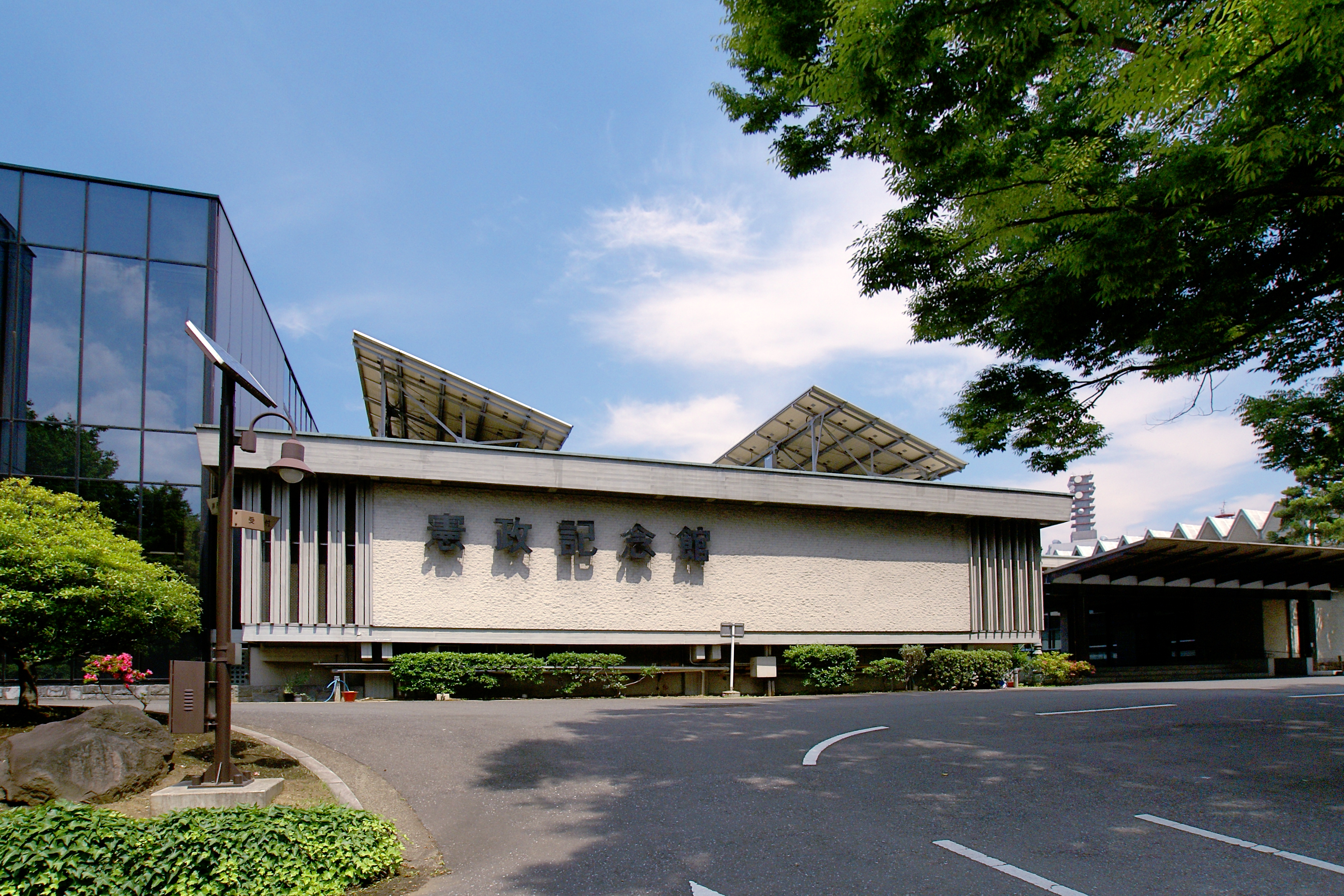
Das Kensei-kinenkan

Vor der Einfahrt des Parlamentsgebäudes erstreckt sich eine Allee, zu deren rechten sich ein japanischer Garten und zu deren linken sich ein Garten nach westlichem Stil befindet (vom Parlamentsgebäude aus gesehen), welche zusammen als Kokkai-zentei (国会前庭; etwa „Vorgarten am Parlament“) bezeichnet werden. Im japanischen Garten befindet sich der Tokyo Peil und das Kensei-kinenkan (憲政記念館; etwa „Einrichtung zum Gedenken an die konstitutionelle Politik“), welches Ausstellungen zum parlamentarischen Regierungssystem Japans anbietet.

### Platz vor dem Haupteingang

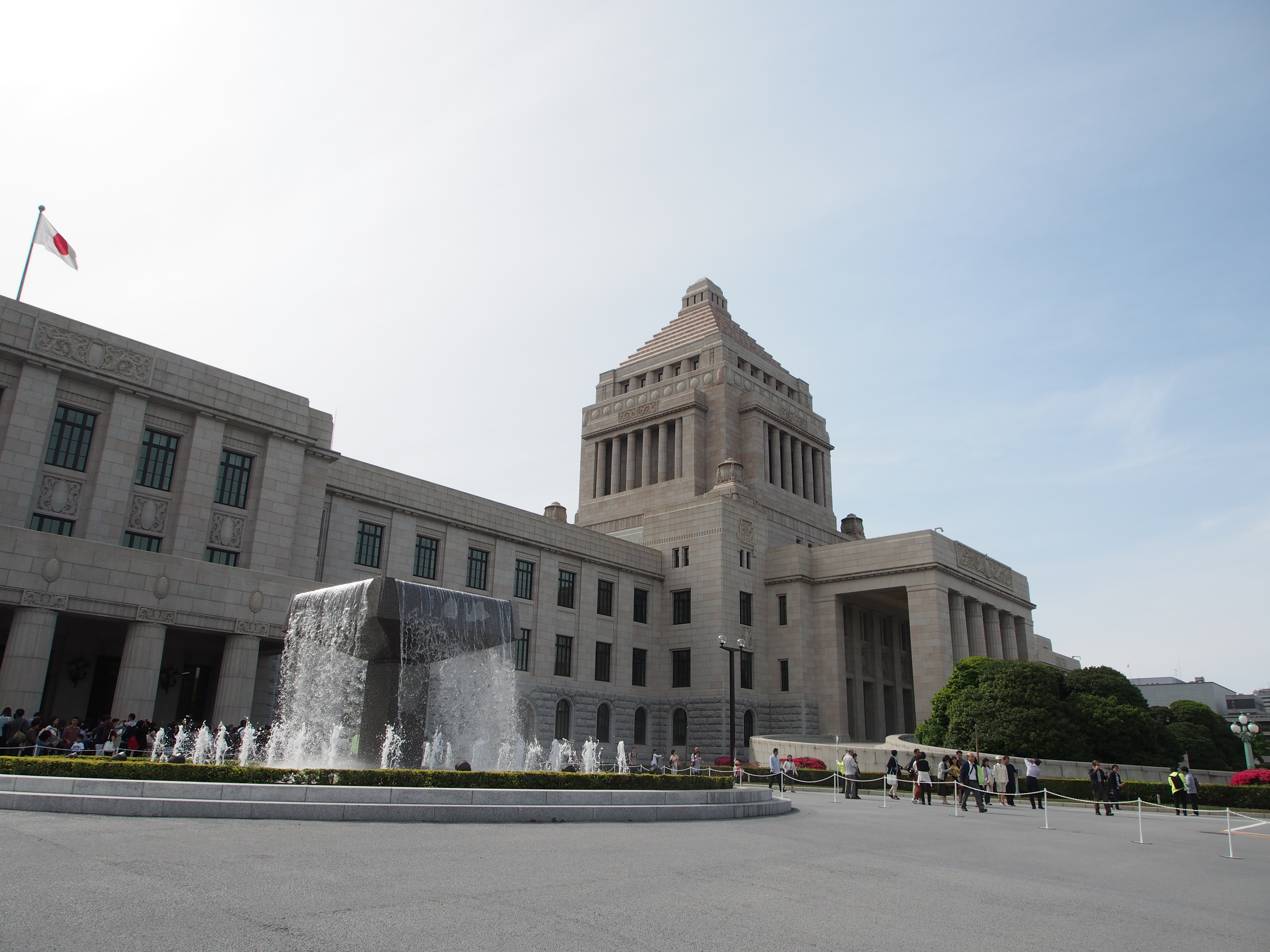
Einer der beiden Springbrunnen des Genkan-zentei

Zwischen dem Haupteingang und der Einfahrt befindet sich ein Platz namens Genkan-zentei (玄関前庭; etwa „Vorgarten am Eingang“), der eine Allee sowie einen Garten umfasst, in dem seit 1970 47 Bäume stehen, von dem jeder eine der 47 Präfekturen vertritt. Zudem wurde 1990 auf dem Platz zum 100. Jubiläum der Gründung des Reichstags zwei Springbrunnen errichtet.

### Sonstige Einrichtungen
Rund um das Parlamentsgebäude herum stehen mehrere Konferenzgebäude für das Ober- und Unterhaus. Darüber hinaus befindet sich südlich des Parlaments das Pressekonferenzgebäude für Kisha Clubs, nördlich die Nationale Parlamentsbibliothek und südwestlich die Kantei.

## Trivia
- Mit Ausnahme der Nationalen Parlamentsbibliothek und der Kantei können vom Parlamentsgebäude aus alle zugehörigen Gebäude durch unterirdische Gänge erreicht werden.
- Abgeordnete sind dazu verpflichtet, beim Betreten des Parlamentsgebäudes einen Anzug mit der offiziellen Anstecknadel für Abgeordnete zu tragen. Dies wurde dem damaligen Premierminister Fukuda Takeo zum Verhängnis, als dieser vergaß, seine Anstecknadel zu tragen und folglich vom Sicherheitspersonal vom Betreten des Gebäudes abgehalten wurde. Daraufhin lieh sich Fukuda die Nadel von Yoshirō Mori, der sich zufällig in der Nähe befand.
- Das Parlamentsgebäude wurde zwischen 2011 und 2014 aufgrund der Energiesparmaßnahmen infolge des Tōhoku-Erdbebens von 2011 nachts nicht von außen beleuchtet.[4]
- Beide Kammern betreiben in ihren Gebäuden Souvenirläden, die sich auf Miyage rund um japanische Politik und besonders Politiker spezialisieren. So ist es dort beispielsweise möglich, Süßigkeiten und Alltagsgegenstände mit den Gesichtern führender Politiker zu erwerben.